# Mubadala Investment Company
Mubadala Investment Company es un holding del Gobierno del Emirato de Abu Dabi considerado como un fondo soberano de inversión. Su finalidad es invertir a largo plazo en la industria energética. El gobierno posee el 100% de la compañía y nombra a todos los miembros del Consejo de Administración. 
Es el resultado de la fusión llevada a cabo en 2017 entre International Petroleum Investment Company (IPIC) y Mubadala Development Company.

## Historia
International Petroleum Investment Company (IPIC) se fundó en 1984 por decreto del gobierno de Abu Dabi para invertir en el sector energético a nivel mundial. La mitad de sus acciones eran de ADIA y la otra mitad de ADNOC. En 1986 todas las acciones pasan a ser del gobierno. En 1988 hace su primera inversión al comprar el 9,6 % de Cepsa. 
Tras la implicación de IPIC en el escándalo del 1Malaysia Development Berhad y el arresto de su director, Khadem al-Qubaisi, el gobierno la fusiona con Mubadala Development Company y crea Mubadala Investment Company en 2017.
Advanced Technology Investment Company (ATIC) es una empresa de inversión en el sector de alta tecnología, propiedad de Mubadala Development Company, un vehículo de inversión de propiedad total del gobierno de Abu Dhabi, en los Emiratos Árabes Unidos.
ATIC es propietaria total de GlobalFoundries, la segunda empresa de fundición de semiconductores más grande del mundo por ingresos.
También trabaja para construir lo que describen como un ecosistema tecnológico en Abu Dhabi, financiando más de 100 millones de AED en actividades locales de I + D y apoyando iniciativas educativas que hasta ahora han llegado a más de 1000 ciudadanos de EAU.

## Inversiones
Actualmente invierte en 15 compañías de 10 países distintos.
| País                              | Empresa                    | Participación | Subsector                            |
| --------------------------------- | -------------------------- | ------------- | ------------------------------------ |
| Bandera de Canadá                 | NOVA Chemicals             | 100%          | Plásticos y químicos                 |
| Bandera de Austria                | Borealis                   | 64%           | Plásticos                            |
| Bandera de Austria                | OMV                        | 19,6%         | Petróleo y gas                       |
| Bandera de Abu Dhabi              | Aabar Investments PJS      | 86,2%         | Inversión International              |
| Bandera de Abu Dhabi              | Oasis International Power  | 36%           | Electricidad                         |
| Bandera de Abu Dhabi              | ChemaWEyaat                | 40%           | Química                              |
| Bandera de España                 | Enagás                     | 3%            | Gasista                              |
| Bandera de España                 | CEPSA                      | 63%           | Petróleo y gas                       |
| Bandera de Japón                  | Cosmo Oil                  | 20,76%        | Refinería y distribución             |
| Bandera de Corea del Sur          | Hyundai Oil                | 70%           | Petróleo                             |
| Bandera de Portugal               | EdP                        | 4,1%          | Electricidad                         |
| Bandera de Australia              | Oil Search                 | 15%           | Petróleo y gas                       |
| Bandera de Emiratos Árabes Unidos | Gulf Energy Maritime       | 30%           | Transporte marítimo de hidrocarburos |
| Bandera de Egipto                 | Arab Petroleum Pipeline    | 15%           | Oleoductos                           |
| Bandera de Pakistán               | Park-Arab Refinary (PARCO) | 30%           | Refinería y Oleoductos               |

A nivel de rondas de inversión en startups, es notable su participación como inversor principal en la ronda de 2.000.000.000 de dólares en la empresa Shein

## Proyectos
- Borouge
- Agua

## Administración
- Presidente: H.H. Sheikh Mansour bin Zayed Al Nahyan
- Director general: Khadem al-Qubaisi.